# Сумсар
Сумсар (кирг. Сумсар) — село в Чаткальском районе Джалал-Абадской области Кыргызстана. Расположено в предгорьях Чаткальского хребта.
Возникло при разработке месторождения полиметаллических руд. В 1952—2012 годах Сумсар имел статус посёлка городского типа. 8 сентября 1958 года к Сумсару был присоединён рабочий посёлок Шекафтар. В 2012 году ПГТ Сумсар был преобразован в село, на его базе образована Сумсарская поселковая управа.

## Население
| 1959 | 1970 | 1979 | 1989 | 2011 |
| ---- | ---- | ---- | ---- | ---- |
| 4842 | 5990 | 5559 | 6246 | 5300 |